# Épreville-près-le-Neubourg
Épreville-près-le-Neubourg is een gemeente in het Franse departement Eure (regio Normandië) en telt 421 inwoners (2005). De plaats maakt deel uit van het arrondissement Évreux.

## Geografie
De oppervlakte van Épreville-près-le-Neubourg bedraagt 7,8 km², de bevolkingsdichtheid is 54,0 inwoners per km².
De onderstaande kaart toont de ligging van Épreville-près-le-Neubourg met de belangrijkste infrastructuur en aangrenzende gemeenten.

## Demografie
Onderstaande figuur toont het verloop van het inwonertal (bron: INSEE-tellingen).

1. ↑  Populations de référence 2022.